# 戈洛卡米揚卡
50°13′2″N 23°44′24″E / 50.21722°N 23.74000°E
戈洛卡米揚卡（烏克蘭語：Голокам'янка），是烏克蘭西部的村莊，隸屬利維夫州的利維夫區。該村面積0.68平方公里，海拔高度217米，2001年人口344，人口密度每平方公里502.92人。